# Svensköl
Svensköl var ett sött och alkoholsvagt överjäst svenskt öl. Ölet bryggdes bland annat vid Appeltofftska Bryggeriet i Halmstad på 1830-talet, och senare vid Banco Bryggeri. Ett modernt försök att återskapa öltypen har gjorts av Närke kulturbryggeri, där det marknadsförs som Närke Svensköl. Svensk kemisk tidskrift anger att det redan 1880 var en ovanlig typ som mest bryggdes vid speciella tillfällen.
Ölet började kallas Svensköl då svenska bryggerier började brygga det underjästa bayerska ölet. Svenskölet såg man då som det gamla ölet.[källa behövs]

## 1500-talets kronoöl
För det öl som bryggdes på kungliga slott och kungsgårdar under femtonhundratalet fanns det noggranna bestämmelser om ölkvalitet, varför det har varit möjligt att rekonstruera deras alkoholhalt.
| Öltyp    | Viktprocent | Volymprocent |
| -------- | ----------- | ------------ |
| Herreöl  | 3,5         | 4,4          |
| Fogdeöl  | 2,8         | 3,5          |
| Svenneöl | 2,3         | 2,9          |
| Spisöl   | 1,1         | 1,4          |